# Benji
Benji – wieś w Indiach, w stanie Uttarakhand. W 2011 roku liczyła 128 mieszkańców.